# USS LST-630
O USS LST-630 foi um navio de guerra norte-americano da classe LST que operou durante a Segunda Guerra Mundial.